# Villacastín
Villacastín és un municipi de la província de Segòvia, a la comunitat autònoma de Castella i Lleó.

## Administració
| Període      | Nom de l'alcalde/-essa      | Partit polític                                  | Data de possessió |
| ------------ | --------------------------- | ----------------------------------------------- | ----------------- |
| 1979 - 1983  | n/d                         | n/d                                             | 19/04/1979        |
| 1983 - 1987  | n/d                         | n/d                                             | 28/05/1983        |
| 1987 - 1991  | n/d                         | n/d                                             | 30/06/1987        |
| 1991 - 1995  | Gonzalo Moreno Bachiller    | PSOE                                            | 15/06/1991        |
| 1995 - 1999  | Miguel Ángel Molina Delgado | APV (Agrupación por el Progreso de Villacastín) | 17/06/1995        |
| 1999 - 2003  | Jerónimo Lázaro Merinero    | PP                                              | 03/07/1999        |
| 2003 - 2007  | Emiliana Lozano Jiménez     | AIV                                             | 14/06/2003        |
| 2007 - 2011  | José Antonio Pérez Garzón   | PP                                              | 16/06/2007        |
| 2011 - 2015  | n/d                         | n/d                                             | 11/06/2011        |
| 2015 - 2019  | n/d                         | n/d                                             | 13/06/2015        |
| 2019 - 2023  | n/d                         | n/d                                             | 15/06/2019        |
| Des del 2023 | n/d                         | n/d                                             | 17/06/2023        |